# Фудбалски савез Гвајане
Фудбалски савез Гвајане (енгл. Guyana Football Federation (GFF)) је управно тело фудбала у Гвајани. Контролише фудбалску репрезентацију Гвајане. ГФФ управља елитну лигу као највиши ниво фудбала у земљи. 
Федерација је основана 1902. године, али се придружила ФИФАи тек 1970. године, а у КОНКАКАФу годину дана раније. Савез организује активности и управља фудбалским репрезентацијама: мушкарци, жене, омладина. Под покровитељством федерације одржава се Гвајанска елитна лига, формирана 2015. године од Националне суперлиге , као и Куп Гвајане и друга такмичења.
Гвајана је скочила на 92. место у ФИФАи између 2005. и 2007. године након што је била непоражена у четрнаест узастопних утакмица. Фудбал у Гвајани постао је популаран последњих година.
Грегори Ричардсон, Шан Бевенеји и Најџел Кодрингтон су репрезентативци који су тренутно у професионалним тимовима у Сједињеним Државама и Европи.